# Waitz von Eschen

Wappen der Waitz von Eschen

Waitz von Eschen ist der Name eines ursprünglich aus Thüringen stammenden Adelsgeschlechts. Die Familie ist heute in Kassel unter der Firmierung „Freiherren von Waitz Unternehmensgruppe“ unternehmerisch tätig. Sie gehört zur heute noch bestehenden Althessischen Ritterschaft.

## Geschichte

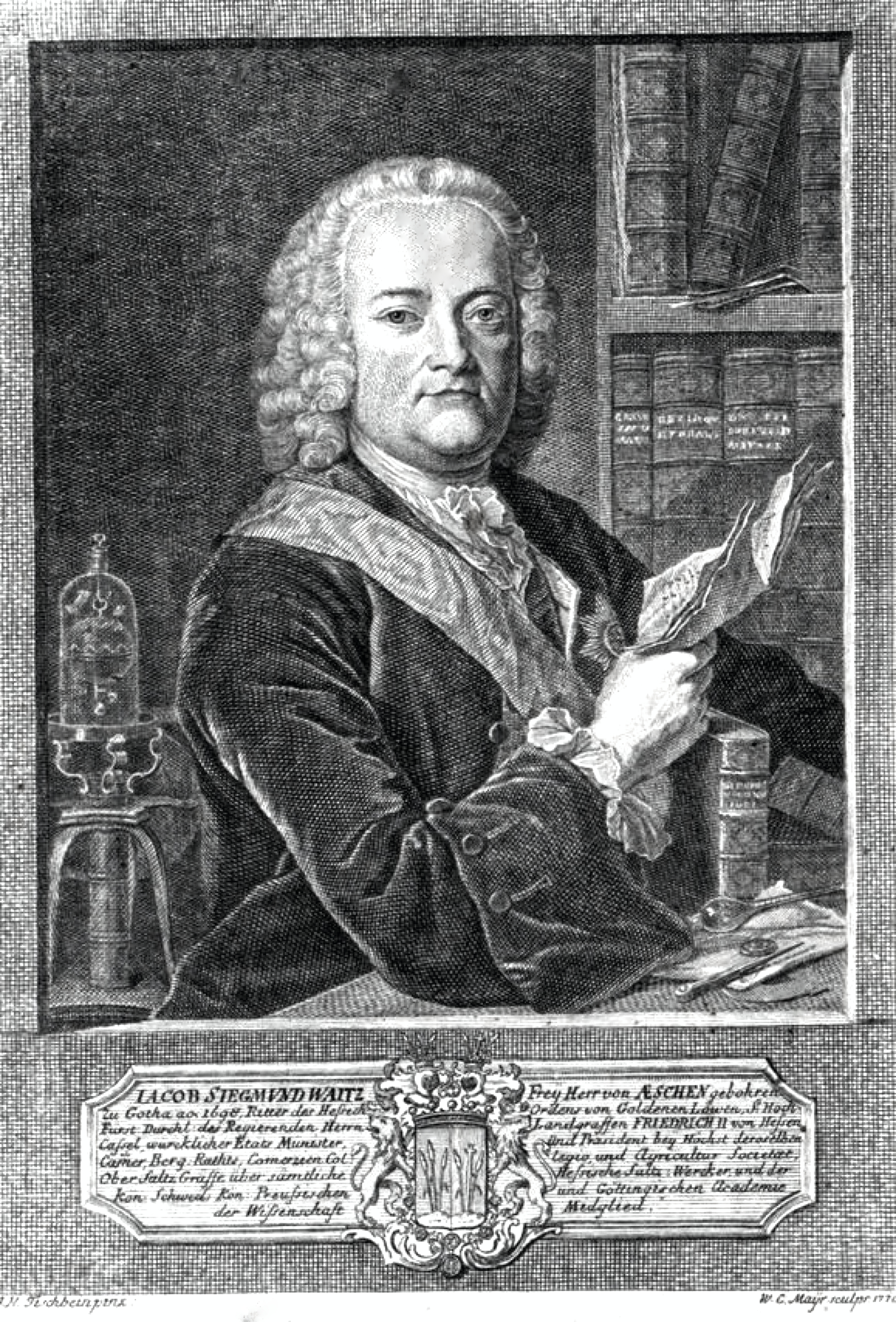
Jacob Sigismund Waitz (1698–1776), seit 1764 Freiherr Waitz von Eschen

### 16. und 17. Jahrhundert
Die gesicherte Stammreihe der Familie Waitz von Eschen beginnt mit Johannes Waitz, der 1570 bis 1588 als Handelsmann und Eisenhammerbesitzer in Tambach bei Ohrdruf und Schmalkalden urkundlich auftritt. Im Laufe des 17. Jahrhunderts finden sich Angehörige der Familie als Beamte oder Gewerbetreibende in Thüringen, und Heinrich Sigismund Waitz war Bürgermeister und Steuereinnehmer in Gotha sowie Licentiat der Medizin und Landphysikus. Sein Sohn, der 1764 in den Reichsfreiherrenstand erhobene Jacob Sigismund (1698–1776), wurde zum Stammvater des noch heute bestehenden hessischen Zweiges der Familie.

### Jacob Sigismund († 1776)
Jacob Sigismund Waitz (1698–1776) war der Sohn des erwähnten Heinrich Sigismund Waitz, Bürgermeisters und Steuereinnehmers in Gotha. Er wuchs in Gotha auf, studierte Ingenieurwesen am damaligen Collegium Carolinum in Braunschweig und trat danach in hessische Staatsdienste, wo er zuerst ins Bergkollegium kam. 1750 pachtete er die mecklenburgische Saline Sülze und die nassau-weilburgische Silberzeche Grube Mehlbach bei Weilmünster. Jacob Sigismund Waitz wurde später hessischer Kammerdirektor und 1756 Staatsminister. 
Nach der 1757 erfolgten französischen Besetzung der Landgrafschaft Hessen-Kassel während des Siebenjährigen Krieges führte er die Regierung in Vertretung des geflüchteten Landgrafen Friedrich II. Hierfür wurde Jacob Sigismund Waitz am 7. April 1764 von Kaiser Franz I. mit dem Namen „Waitz von Eschen“ in den erblichen Reichsfreiherrenstand erhoben.

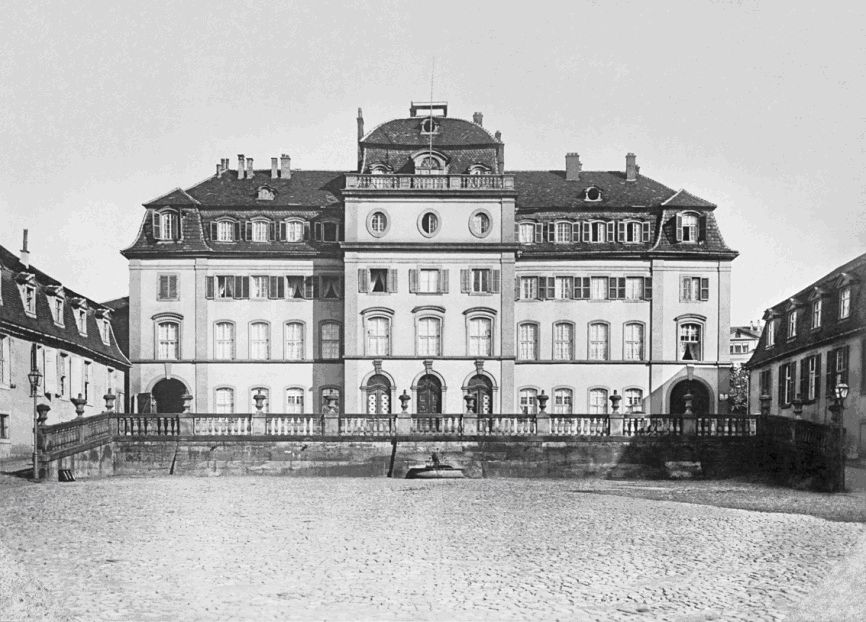
Palais Waitz von Eschen am Opernplatz in Kassel (um 1900)

1770–1773 ließ er sich durch den Architekten Simon Louis du Ry am Opernplatz in Kassel das Palais Waitz von Eschen errichten, das bis zu seiner Zerstörung 1943 zu den elegantesten Häusern der Stadt gehörte. Nach einem Zerwürfnis mit dem Landgrafen trat Freiherr Jacob Sigismund Waitz von Eschen 1774 als Staatsminister und Chef des Berg- und Hüttenwesens in Hessen-Kassel zurück und begab sich in preußische Dienste. Ab 1775 betrieb er Braunkohlenbergbau bei Großalmerode bei Kassel. Im 19. und 20. Jahrhundert besaßen seine Nachkommen weitere Bergwerksfelder sowie Landgüter und übten eine vielseitige unternehmerische Tätigkeit u. a. mit Alaunwerken, Blaufarbenfabriken, Porzellanherstellung, Maschinen- und Anlagenbau. Der Braunkohlenbergbau wurde erst 2003 eingestellt.

### Nachkommenschaft
Da Freiherr Jacob Sigismund Waitz von Eschen seine eigenen Söhne früh verlor, adoptierte er seinen Schwiegersohn Johann Friedrich von Hilchen zu Nauheim (1706–1781), den Ehemann seiner Tochter Karoline Dorothea Magdalena, der sich nach seiner Heirat und Adoption ebenfalls Freiherr Waitz von Eschen nannte. Er war möglicherweise ein Nachfahre des Johann Hilchen von Lorch. Johann Friedrich war zunächst Amtmann zu Sontra und später hessisch-hanauischer Oberamtmann und Oberkammerrat. Nachdem er durch seine Frau die Waitz'schen Besitzungen und Titel geerbt hatte, wohnte das Paar in Kassel. Aus dieser Ehe stammten mehrere Nachkommen, darunter Friedrich Sigismund (1745–1808) und sein jüngster Bruder Johann Friedrich (1759–1804):
- Freiherr Friedrich Sigismund (1745–1808) wurde 1769 hessischer Kammerassessor, 1770 Kriegs-, Domänen- und Bergrath, 1773 Geheimer Legationsrath, 1783 Präsident des Kammercollegiums und Steuerdirektor und 1786 Präsident und Direktor des Bergwesens, 1796 Staatsminister, Kurator der Universitäten Marburg und Gießen und 1802 Ordenskanzler. Er wurde zu mehreren diplomatischen Sendungen verwendet und schloss 1795 den Frieden zu Basel zwischen Hessen und der Republik Frankreich. Friedrich Sigismund begründete durch seine Nachkommen die noch heute bestehende Kasseler Linie der Familie Waitz von Eschen.

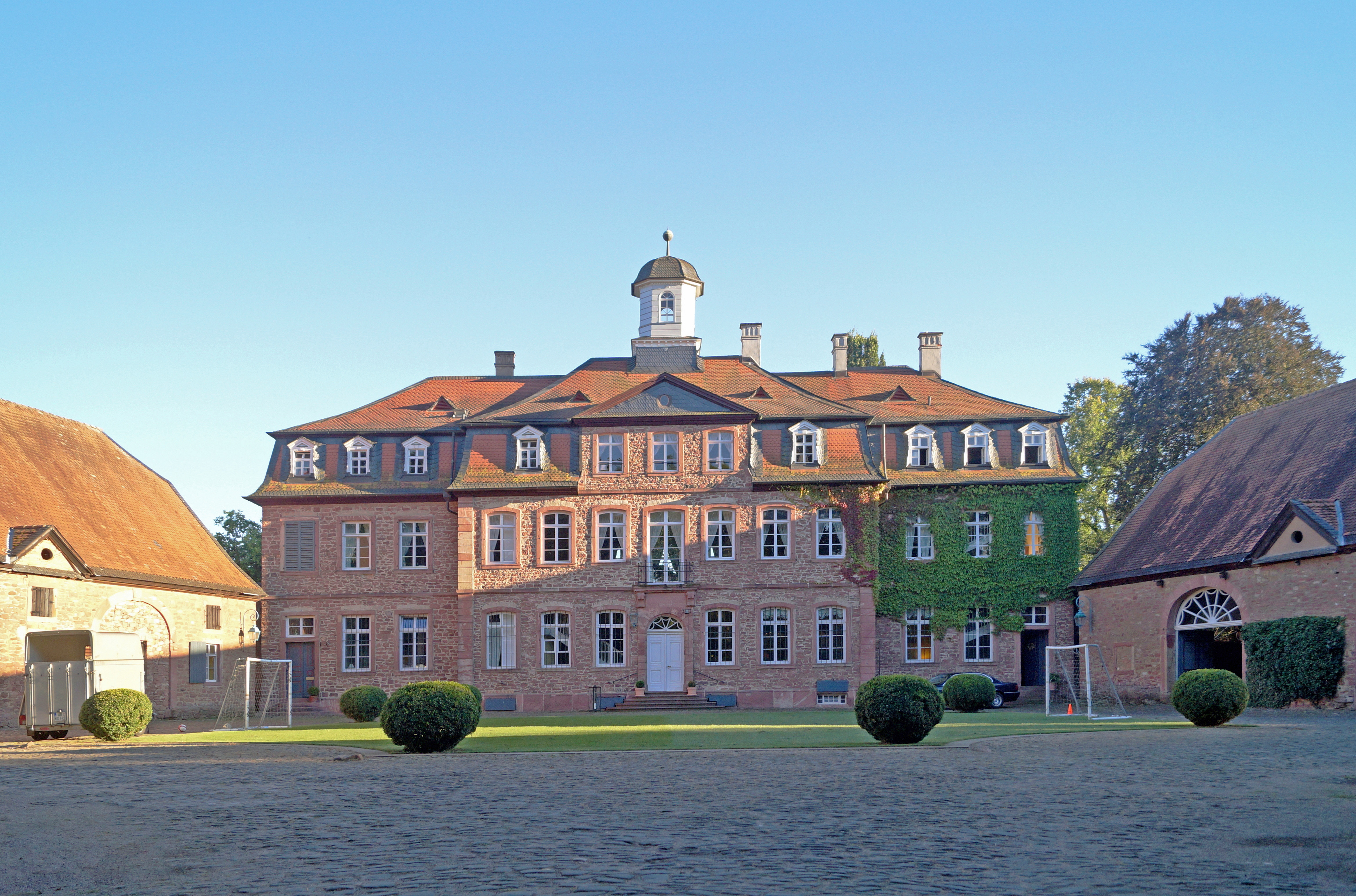
Schloss Emmerichshofen

- Freiherr Johann Friedrich (1759–1804) zog, ebenfalls in den Diensten der hessischen Landgrafen, nach Hanau und begründete dort die Hanauer Linie der Familie Waitz von Eschen. Sein ältester Sohn August (1799–1864) erwarb zwischen 1824 und 1835 die „Emmerichshöfe“, ca. 10 km östlich von Hanau gelegen. Nach den Aussterben der Hanauer Linie ohne männliche Erben im Jahre 1933 ging das Schloss Emmerichshofen an die Kasseler Linie der Familie Waitz von Eschen über, in deren Besitz es sich noch heute befindet.

Freiherr Karl Sigismund (1795–1873), der Sohn des Friedrich Sigismund aus der Kasseler Linie des Geschlechtes, war Herr auf Gut Winterbüren (bei Fuldatal-Rothwesten), Gut Waitzrodt (zu Immenhausen) und Hirschberg (zu Herborn) in Hessen. Zudem war er Kammerherr des Kurfürsten Wilhelm II. und Mitglied im Schönfelder Kreis. Nach der Eingliederung Hessen-Kassels in das Königreich Preußen wurde er 1867 liberal-konservativer Wortführer im preußischen Herrenhaus. Nach dem Tode Karl Sigismunds ging der Familienbesitz auf seinen Sohn Roderich (1833–1915) über, der den Familienbesitz weiter ausbaute.

## Wappen
Der gespaltene Schild zeigt über einem grünen Dreiberg rechts in Blau drei goldene Weizenähren, links in Rot ein goldenes Hochkreuz zwischen zwei goldenen Weizenähren. Der rechte Helm mit blau-goldenen Decken trägt drei goldene Ähren, der linke mit rot-goldenen Decken das Kreuz zwischen zwei goldenen Weizenähren.

## Weitere Personen
- August Waitz von Eschen (1799–1864), deutscher Gutsbesitzer, Mitglied der kurhessischen Ständeversammlung
- Johann Friedrich Waitz von Eschen (1706–1781), deutscher Gutsbesitzer und Hessen-kasselscher Hofkammerrat